# La ballata dell'amore cieco
La ballata dell'amore cieco è un brano musicale del 1966 di Fabrizio De André.

## Edizioni
La canzone fu incisa e pubblicata per la prima volta da Marzia Ubaldi per la Karim poco prima della versione cantata dall'autore stesso del brano, Fabrizio De André (infatti il disco della Ubaldi ha come numero di catalogo KN 211, mentre quello del cantautore ligure è numerato KN 214).
Poco dopo, la canzone fu pubblicata da De André come singolo nel dicembre del 1966, come lato B del 45 giri La canzone dell'amore perduto/La ballata dell'amore cieco (o della vanità): nello stesso anno fu inserita nella raccolta Tutto Fabrizio De André. Una seconda registrazione di De André fu inclusa nell'album Canzoni del 1974.
Il brano è stato interpretato anche da Francesco Baccini, nell'album Forza Francesco! del 2001 e negli album dal vivo La notte non dormo mai - Live on tour 2002 e Faber, amico fragile (quest'ultimo registrazione dell'omonimo concerto in tributo a De André tenutosi nel 2000 al teatro Carlo Felice di Genova), entrambi del 2003.

## Contenuto e ispirazione
Il soggetto del brano è ripreso dalla poesia "Cuore di mamma" del poeta francese Jean Richepin. La canzone narra la tragica storia di «un uomo onesto, un uomo probo» che si innamora follemente di una femme fatale di chiara ispirazione baudelairiana, la quale non ricambia il sentimento e, come prove d'amore, gli impone prima di uccidere la madre portandole il suo cuore, poi di tagliarsi le vene dei polsi e quindi di morire. La donna, però, quando si accorge che il poveretto muore felice, è presa da sconcerto. Il suo atteggiamento superiore e spietato, infatti, le si rivolge contro, in quanto, mentre lui spira contento e innamorato, a lei non resta nulla: «non il suo amore, non il suo bene, ma solo il sangue secco delle sue vene». Con questa conclusione De André esce dal canone letterario, mostrando anche la fragilità umana del personaggio violento.
Il contenuto drammatico del testo e le scene forti contrastano con irriverenza con l'allegro ritmo swing della musica, richiamato da un ricorrente «tra-la-la-lalla, tra-la-la-leru», degno di una gioiosa filastrocca.

## Lista delle edizioni
- 1966: Marzia Ubaldi, La città sulla collina/La ballata dell'amore cieco (o della vanità), Karim, KN 211
- 1966: Fabrizio De André, La canzone dell'amore perduto/La ballata dell'amore cieco (o della vanità), Karim, KN 214
- 1966: Fabrizio De André, Tutto Fabrizio De André, Karim KLP 13
- 2001: Francesco Baccini, Forza Francesco!, S4 5045884